# Via Veientana

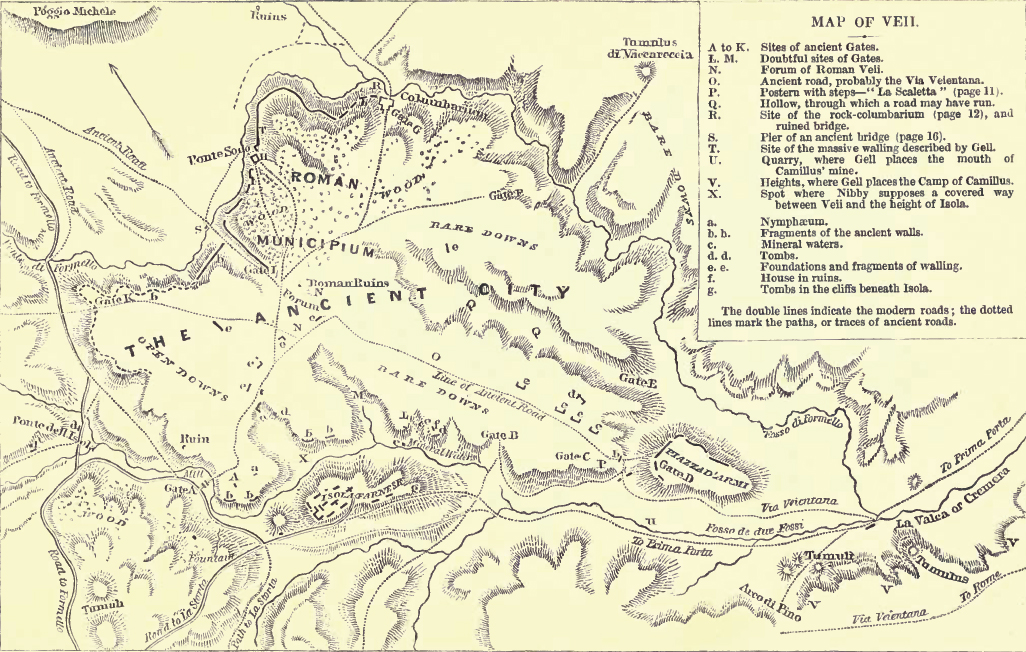
Antica cartina di Veio dov'è segnata la Via Veientana

La via Veientana (o Vejentana) era una strada etrusca che dall'antica città di Veio conduceva al fiume Tevere.

## Storia
La storia della via Veientana si confonde con la guerra che nel IV secolo a.C. oppose la neonata città di Roma con la più importante lucumonia etrusca dell'Agro Romano: Veio.
La strada nasceva dalla città etrusca e si ricongiungeva al Tevere all'altezza dell'attuale Ponte Milvio.

Il tracciato (oggi facente parte integrante della città di Roma) seguiva quello delle strade consolari della Cassia (di cui anticipava tutto il percorso fino alla zona Tomba di Nerone prima della costruzione della Cassia risalente al 171 avanti Cristo), Clodia e Flaminia.

## Percorso
Della Veientana non sono rimaste tracce particolarmente evidenti, se non alcuni punti in basolato, costruiti probabilmente già in fase romana, tra la zona di Grottarossa e Giustiniana nel quadrante nord di Roma.  Alcuni storici e topografi la individuano come un nome alternativo della via Amerina ed altri come un tratto del tracciato della via Flaminia.

Sulla via Veientana-Cassia antica, ossia il primo pezzo dal Ponte Milvio in poi, la strada segue il tracciato della collina passando attraverso il fosso detto dell'Acqua Traversa fino al Fosso del Fontaniletto proseguendo poi fino all'affluente del Tevere Cremera, luogo di una celebre battaglia fra romani e veienti del 477 a.C. Fino all'Ottocento non ne era messa in dubbio l'esistenza, infatti nel Thesaurus antiquitatum et historiarum Italiae del 1723 già viene citata una: 
Ma ancora precedente è una delle poche mappe delle strade consolari che riportano il nome di via Veientana cioè quella di Giovan Battista Cingolani Topografia geometrica dell'Agro Romano, del 1692. In questa mappa seicentesca è ben visibile il tracciato dell'antica strada. È un diverticolo della Cassia che passa sopra il Fosso del Fontaniletto, dividendosi all'altezza della moderna Via di Grottarossa chiamata nella Carta: Viatrium ad Flaminiam (oggi diremmo Trivio), che collega appunto la Cassia e la Veientana con la via Flaminia. Oggi si può riconoscere il percorso del Viatrium nel tratto della via Grottarossa moderna che scende la collina verso la Flaminia, costeggiando le antiche grotte del neolitico, passando attraverso la zona di Rubrae, da cui la moderna Saxa Rubra, nome corrotto in seguito con Lubrae, dal quale deriverebbe il nome dell'attuale Labaro. Anche se è ancora maggioritaria la versione sull'origine del nome di questa zona come riferita al Labaro cruciforme sognato da Costantino nell'accampamento da dove sarebbe partita la vittoriosa battaglia di Ponte Milvio, appunto sotto il segno del Labaro.
In una comunicazione dell'archeologo Sir William Gell, intitolata Avanzi di Veji, del secolo successivo ne viene accuratamente descritto il percorso di 12 miglia romane che coprivano la distanza tra le due città.
(Sir William Gell, 1832)

Mentre partendo dalla parte di Ponte Milvio sul lato sinistro si ergeva la Villa dell'Imperatore Lucio Vero all'Acqua Traversa (i resti della villa di età imperiale sono visibili all'interno di Villa Manzoni attuale sede dell'ambasciata del Kazakistan in Italia), costruita quando il nome della via si era già trasformato in via Cassia. Le fonti antiche riportano che il percorso della via Veientana si staccasse dalla Cassia all'altezza del V miglio, in zona Tomba di Nerone. Oggi l'urbanizzazione di questa parte della città ha fatto scomparire l'originale percorso della strada etrusca, tuttavia recenti scavi all'altezza del VI miglio ne confermano il percorso. Lo stesso William Gell scrive: 
Altre ipotesi la fanno continuare invece verso nord passando per il paese di Isola Farnese e quello di Formello fino a giungere alle antiche mura della città etrusca di cui è rimasta un'ampia area archeologica.

I monumenti più importanti ritrovati nel percorso di questa strada sono: alcune ville romane distribuite nell'Agro Veientano, oggi chiamato Parco di Veio, come Villa di Campetti e Villa di Ospedaletto Annunziata e inoltre il Sepolcro dei Veienti struttura funeraria del periodo del primo impero che domina la via nei pressi del Parco Papacci a Grottarossa, nonché la Villa di Grottarossa che già si affaccia sulla via Flaminia
Lungo il suo percorso sono state rinvenute anche una necropoli etrusca chiamata Volusia (dal nome della strada ove è situata) altre tombe di fattura etrusca tra via di Quarto Annunziata e la zona di Labaro, che fanno pensare ad una viabilità che le congiungesse fra loro, quella che nella carta del 1692 viene detta Viatrium ad Flaminiam.

Sempre William Gell ha ipotizzato che la Via Veientana superasse la città di Veio per concludersi nella vicina lucumonia etrusca di Sutri: 
(William Gell, 1832)
ma rimaniamo nel campo delle ipotesi difficili da provare.

## Le nuove scoperte
In occasione della manutenzione del Grande Raccordo Anulare, all'altezza del torrente Crescenza, già sin dal 1962 furono scoperti un mausoleo e un tratto del basolato romano dell'antica via Veientana. Successivamente, nel 2008, con la costruzione di un pilastro del viadotto del GRA sul torrente della Crescenza ci sono stati ulteriori ritrovamenti archeologici. Fra gli altri una Mansio romana con un pavimento a mosaico in bianco e nero con motivi marini e un nuovo pezzo della via, che dopo il '62 era stata lasciata all'incuria con la successiva sparizione sotto un manto di erbacce. Ulteriore scoperte sono avvenute nel 2003 con la Necropoli di via d'Avack, lungo l'odierna Via Veientana e nel 2020 con la scoperta di un notevole sito archeologico nei pressi di Via Venanzio Gabriotti, tra la Via Cassia e via della Giustiniana. Da citare inoltre i numerosi scavi di archeologia preventiva realizzati nel 2007, 2008 e 2012 lungo via della Giustiniana e via Veientana, con la riemersione di ampi tratti di lastricato romano sotto il livello della strada e vari reperti Etruschi. Tali scoperte hanno confermato definitivamente l'importanza della Veientana, contraddicendo quelle che potevano sembrare le conclusioni sulla sua inesistenza ipotizzato da alcuni studiosi negli anni '90.

## Via Cassia-Vejentana oggi
Con la scomparsa dell'antica strada etrusco-romana, il toponimo di Vejentana viene usato per indicare la SS 2 bis, strada a percorrenza veloce che porta dal GRA fino alla città di Viterbo. Sulla costruzione di questa arteria stradale ci furono molte polemiche negli anni '70. Infatti l'allora Presidente della Repubblica Giovanni Leone la fece costruire per un suo uso privato. Lo scandalo della Cassia-Vejentana o Cassia bis (come è più popolarmente conosciuta) portò, insieme ad altri scandali come l'Affare Lockheed, alle dimissioni del presidente Leone, il 15 giugno del 1978, l'unico caso, fino ad oggi, nella storia della repubblica italiana.